# Мандакі (округ Сан-Паулу)
Мандакі (порт. Mandaqui) — округ міста Сан-Паулу, Бразилія, розташований у субпрефектурі Сантана (Santana), на півночі міста.
| Бразилія | Це незавершена стаття з географії Бразилії. Ви можете допомогти проєкту, виправивши або дописавши її. |